# Масбах
Масбах (њем. Maßbach) град је у њемачкој савезној држави Баварска. Једно је од 26 општинских средишта округа Бад Кисинген. Према процјени из 2010. у граду је живјело 4.734 становника. Посједује регионалну шифру (AGS) 9672131.

## Географски и демографски подаци
Масбах се налази у савезној држави Баварска у округу Бад Кисинген. Град се налази на надморској висини од 284 метра. Површина општине износи 59,3 km². У самом граду је, према процјени из 2010. године, живјело 4.734 становника. Просјечна густина становништва износи 80 становника/km².

## Међународна сарадња
| Мјесто      | Држава     | Врста сарадње | Од    |
| ----------- | ---------- | ------------- | ----- |
|             | Француска  | партнерство   | 1989. |
| Конц ле Бен | Француска  | контакт       | 2000. |
|             | Швајцарска | контакт       | 1988. |
| Извор       |            |               |       |